# Dimeragrion mesembrium
Dimeragrion mesembrium là loài chuồn chuồn trong họ Megapodagrionidae. Loài này được De Marmels mô tả khoa học đầu tiên năm 1989.